# Val di Zoldo
La Val di Zoldo (o Val Zoldana, più semplicemente Zoldo o lo Zoldano) è un'area geografica della provincia di Belluno, solcata dal corso del torrente Maè, affluente destro del Piave. Attraversata per tutta la sua lunghezza dalla strada provinciale 251, ne sono parte i comuni di Val di Zoldo e Zoppé di Cadore che, nonostante l'appellativo, è completamente inserito nello Zoldano, sia geograficamente sia per quanto riguarda i servizi, ma appartiene al territorio cadorino. Al comune di Longarone appartiene il tratto iniziale detto Canal del Maè.

## Geografia fisica

### Il primo tratto: ilCanal del Maè

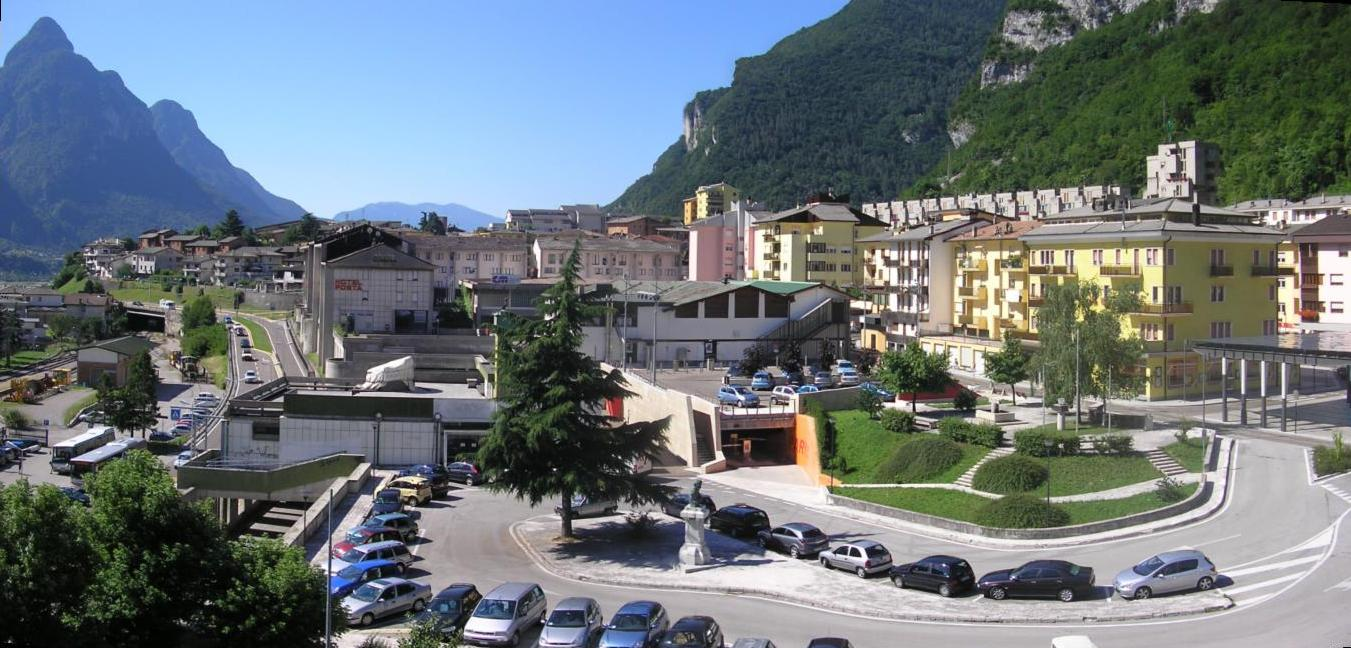
Longarone

La vallata ha inizio presso la confluenza del Maè nel Piave, in corrispondenza di Pirago di Longarone. La prima metà è caratterizzata da un paesaggio molto selvaggio e, per la profondità degli orridi scavati dal torrente e la ripidità dei pendii, risulta poco adatta all'insediamento umano; infatti, vi sorgono solo i villaggi di Igne e Soffranco (comune di Longarone) e poche casère isolate. Questo tratto non è considerato genuinamente parte della valle ed è detto Canal del Maè.

### La Val di Zoldo

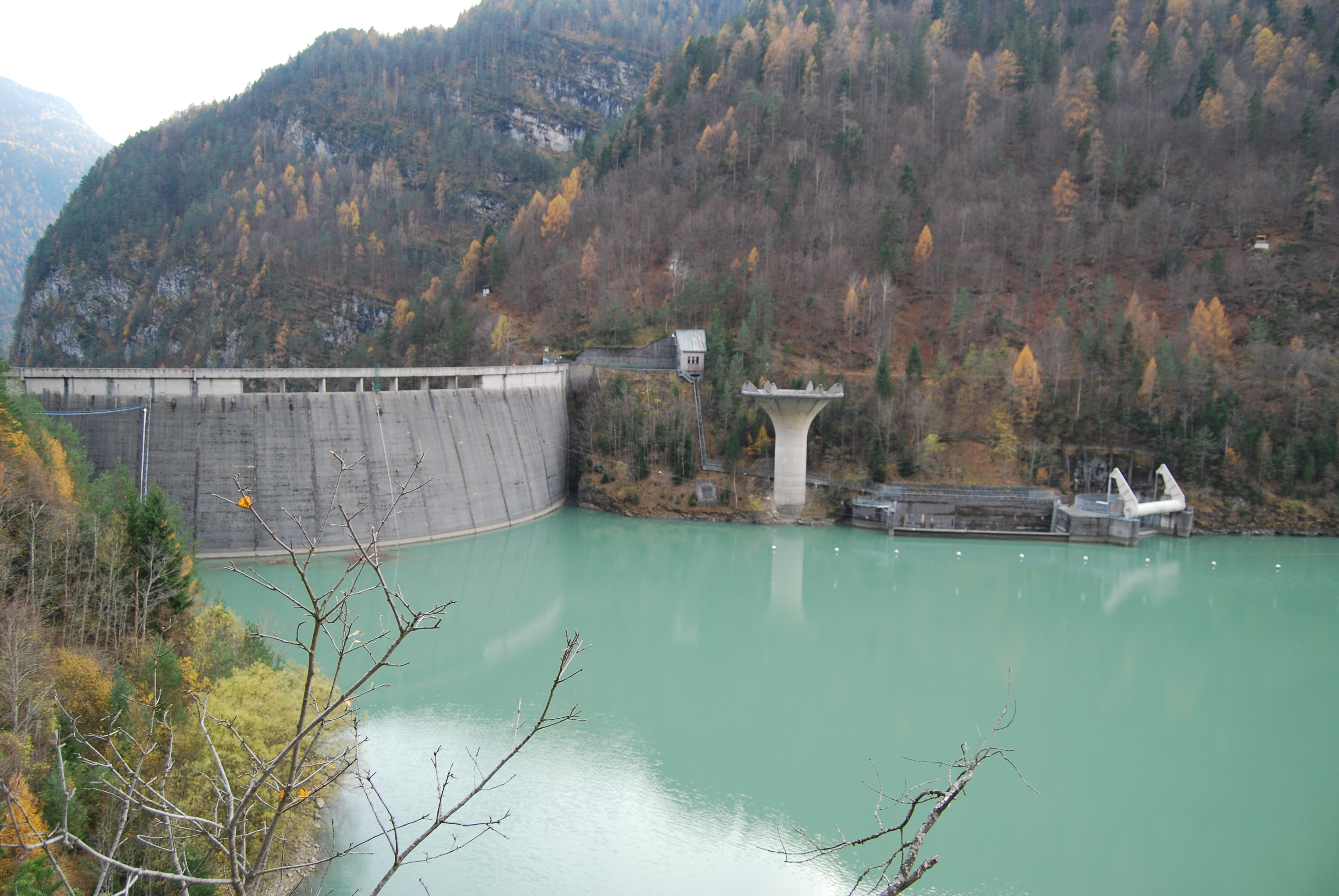
Lago di Pontesei

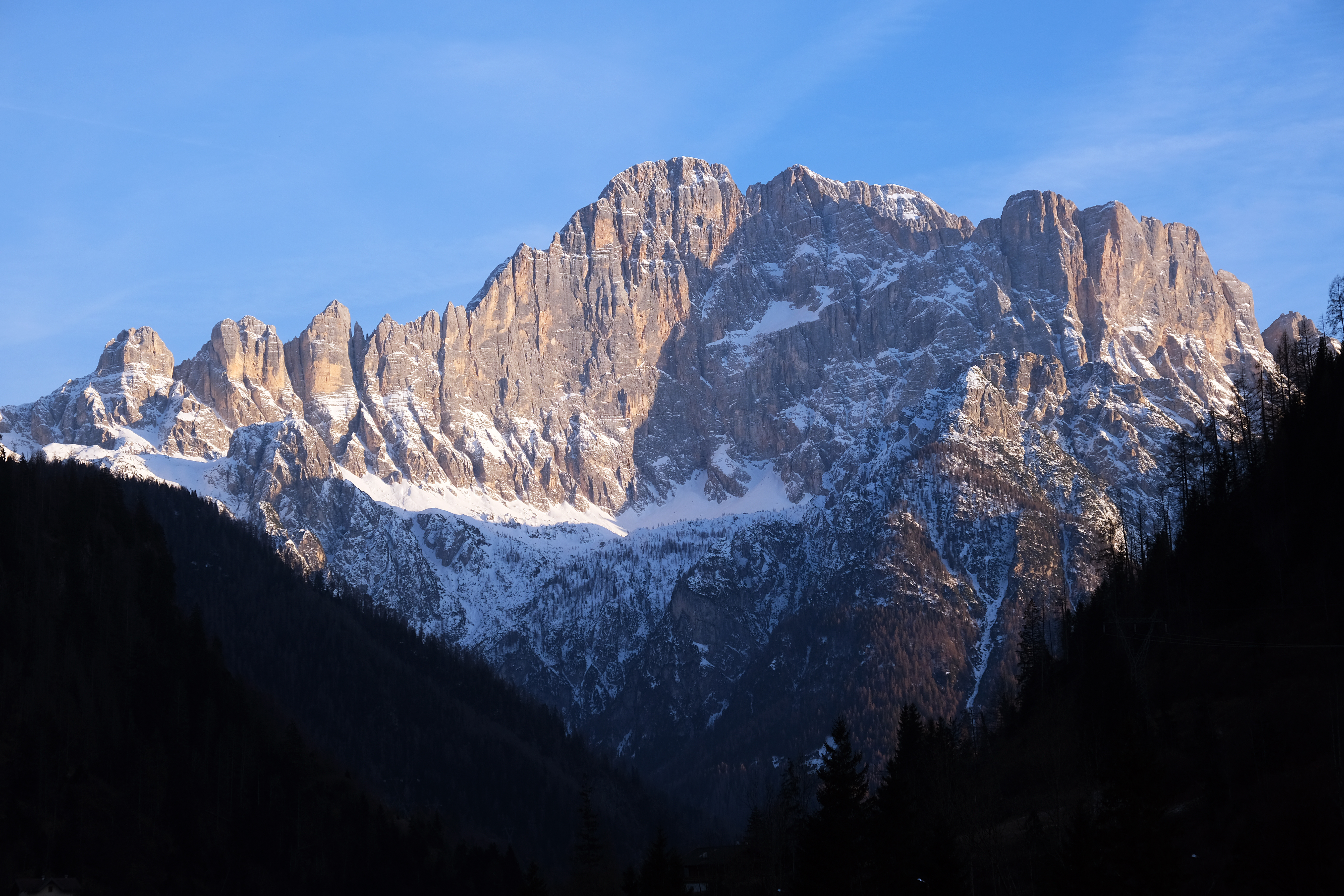
Monte Civetta

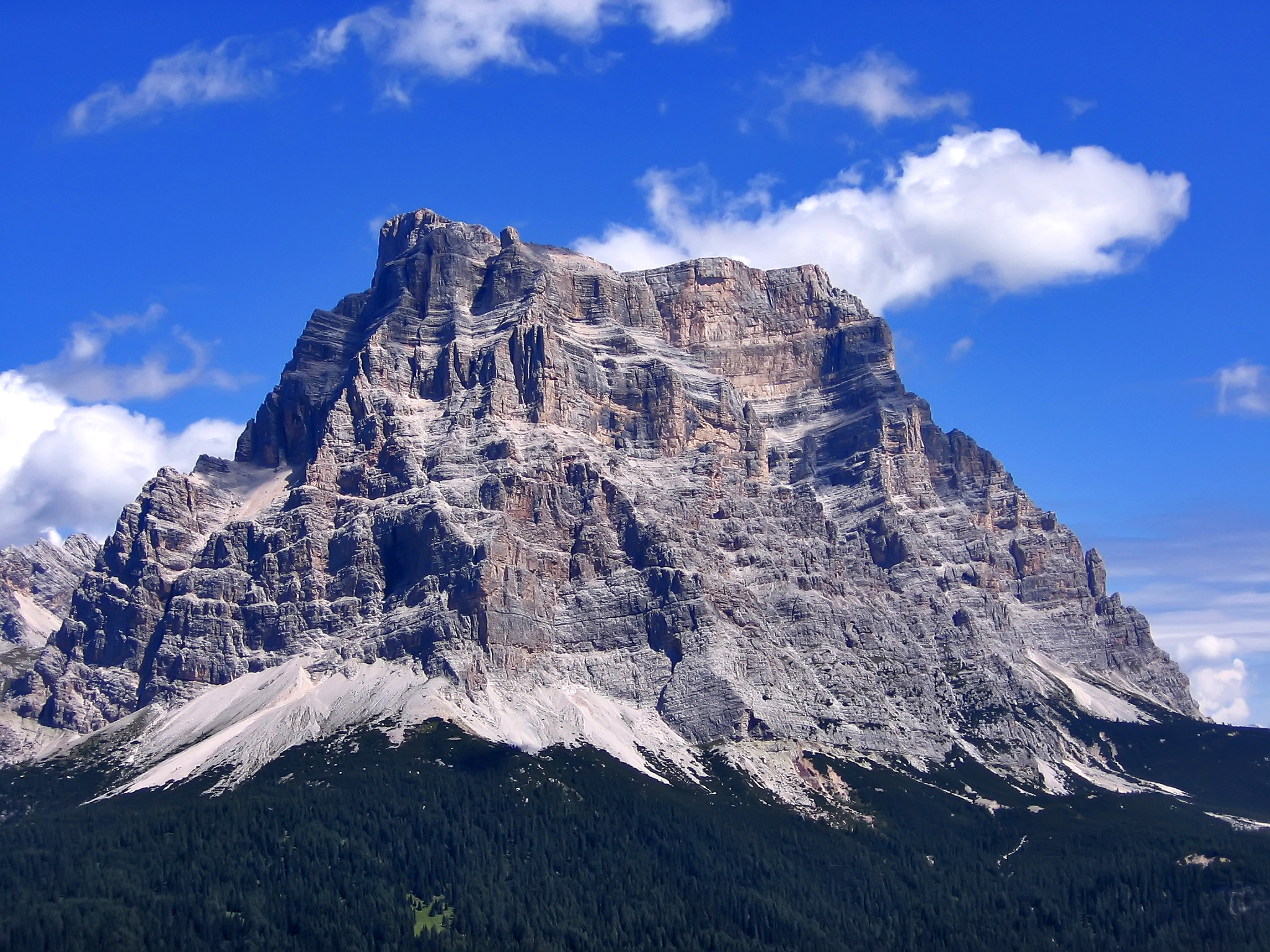
Monte Pelmo

Di Val di Zoldo propriamente si può parlare solo dopo il lago di Pontesei. La strada provinciale, dopo una galleria, sbuca proprio in corrispondenza del centro maggiore della zona, Forno di Zoldo. Da qui una valle laterale in sinistra orografica porta a Zoppé di Cadore, posto più a monte. Più avanti, dopo aver attraversato alcuni paesini (caratteristica della regione è la presenza di numerose ville sparse) si raggiunge Fusine, sede del comune di Val di Zoldo e, portandosi ancora oltre, Pécol, il maggiore centro turistico. È qui che la valle termina, ai piedi del Civetta e del Pelmo, mentre la SP 251 continua il suo percorso oltre al Passo Staulanza e alla Val Fiorentina. Anche la Valle del Boite e l'Agordino sono in comunicazione con lo Zoldano, rispettivamente tramite il Passo Cibiana e il Passo Duran.
I rilievi più importanti sono il Civetta (3218 m), la Moiazza (2878 m) e il Pelmo (3168 m), ma degni di nota sono anche la Cima di San Sebastiano (2488 m), il Tàmer (2547 m), gli Spiz di Mezzodì (2324 m), il Prampèr (2409 m) e il Sasso di Bosconero (2468 m); sono tutti compresi nelle Dolomiti di Zoldo, sottosezione delle Dolomiti.

## Centri abitati
Dopo il lago di Pontesei il primo paese che si incontra è Forno di Zoldo; svoltando a destra dopo lo stadio del ghiaccio si raggiunge Sommariva, e in seguito i centri di Fornesighe e Dozza, Pieve, Campo, Bragarezza e più avanti il comune di Zoppé di Cadore e le sue frazioni di Bortolot e Villa; oltrepassando Forno centro si raggiunge la località di Sotto le Rive, e sulla sua destra Astragal e alla sinistra Pralongo. Dopo un tratto disabitato si raggiunge il paese di Dont; prendendo la valle sulla sinistra si raggiungono gli abitati della Val di Goima: Cordelle, Gavaz, Molin e Chiesa. Passando il centro di Dont e di Villa si raggiungono le borgate del Comune di Zoldo Alto: Fusine, Brusadaz, Coi, Costa, Iral, Mareson, Pécol, Pianaz, Soramaè e Rutorbol.

## Storia
Il toponimo Zoldo è attestato per la prima volta nel 1031 come Çaudes, modificandosi più tardi in Zaudes (1161), Zaudum (1170) e Zaoldum (1183). La forma latina si è poi fissata in Zaudo, mentre i documenti in volgare riportano Zolt, variante dialettale che è stata però da tempo soppiantata, per influsso veneziano-veneto, da Zoldo.

Un'ipotesi di Dante Olivieri lo mette in relazione all'antico veneziano zaldo "giallo", tuttavia si noti che Zoldo viene pronunciato con la z sorda (mentre zaldo vuole la z sonora). Giovanni Frau, più verosimilmente, lo avvicina a un nome di persona germanico (Theuda o Theudo, da cui *Taudo, oppure Teobaldo, da cui *Tialdo e *Tiaudo).

### Le origini
Le vicende della Val Zoldana, lontana dai traffici commerciali e priva di interesse economico, ci sono oscure sino al basso medioevo. Si può ipotizzare che, durante la preistoria, la zona non fosse stabilmente abitata (mentre in altre valli dolomitiche sono stati trovati i segni di insediamenti stabili). Sono stati rinvenuti siti di caccia, ma non sarebbe stata stabilmente abitata nemmeno durante il periodo preromano (forse vi passarono i Norici) e romano. Di quest'ultima epoca rimangono tre iscrizioni del I secolo localizzate sulle propaggini nord del Civetta, indicanti i limiti dei territori di Iulium Carnicum (Zuglio, in provincia di Udine) e Bellunum (Belluno). Per secoli lo Zoldano fu dunque una zona di confine, in un periodo successivo tra i territori di Belluno (a cui apparteneva) e del Cadore.

### Il Medioevo
Anche il primo medioevo è un'età misteriosa e i pochi avvenimenti ricordati sono essenzialmente leggendari. È probabile che sotto i Longobardi si ebbe un primo embrione del sistema delle Regole, durato ininterrottamente sino all'Ottocento e che si cerca di ricostituire dalla fine degli anni novanta del Novecento.
Gli insediamenti stabili si registrano verso l'anno 1000. Zoldo è nominato per la prima volta nel 1031, ma solo nel 1185 una bolla papale descrive lo Zoldano, amministrato dalla pieve di San Floriano di Forno di Zoldo, alle dipendenze del vescovo di Belluno. In seguito il territorio passò ad Ezzelino III da Romano (1249) assieme all'Agordino, e quindi (1347) agli Avoscano, originari dell'alto Cordevole. Poco dopo fu la volta di Luigi I d'Ungheria, che lo assegnò ai Da Carrara. Alterne vicende lo diedero una prima volta a Venezia (1404) e poi definitivamente nel 1420, rimanendovi sino alla caduta della Repubblica (1797).

### La Serenissima
Nel 1508 la zona fu coinvolta nell'invasione del Cadore ad opera delle truppe dell'imperatore Massimiliano I del Sacro Romano Impero. Anche molti zoldani contribuirono alla vittoria della Serenissima come guide del comandante Bartolomeo d'Alviano.
Nel secolo XV la vallata divenne prospera grazie all'attività siderurgica che forniva materiali per l'Arsenale di Venezia (ancora numerosi toponimi ricordano l'esistenza di forni, officine e fucine). Tra il XVI e il XVIII secolo sorsero diversi palazzi, che ancor oggi testimoniano il florido passato.

### L'Ottocento e il Novecento
Caduta Venezia, la valle passò dai francesi agli austriaci e viceversa; infine divenne definitivamente austriaca con tutto il Veneto nel 1806. Vennero creati i comuni di Forno di Zoldo, San Tiziano di Goima (oggi Zoldo Alto) e Zoppé. Vennero finanziate diverse opere pubbliche; in particolare fu migliorata la via principale d'accesso e realizzata una carta topografica del Regno Lombardo Veneto, importante perché in grado di fornire una precisa rappresentazione del territorio montuoso.
Dopo aver partecipato alle vicende del Risorgimento, nel 1866 San Tiziano di Goima, Zoppé e Forno di Zoldo passarono al Regno d'Italia. Il primo inglobò parte della "Regola di Goima", e precisamente la Regola grande di Coi e le Quattro Regole associate di Mareson, Pecol, Pianaz e Fusine. Il secondo inglobò invece la Regola di Zoppé, mentre il terzo la Regola Grande di Fornesighe, la Regola di Campo, la Regola di Astragal, la Regola di Forno, la Regola di Bragarezza, la regola di Dont, la Regola di Foppa e una parte della Regola di Goima (Villa e Colcerver). Nel frattempo, l'industria moderna faceva tramontare la tradizionale attività fabbrile, sicché moltissimi abitanti dovettero emigrare - principalmente nelle Americhe e in Germania - per trovare lavoro. Fra la seconda metà del XIX secolo e la prima metà del XX, gli zoldani divenendo particolarmente rinomati come gelatieri.
Durante la prima guerra mondiale, lo Zoldano dovette subire l'occupazione austriaca sino alla liberazione del 3 novembre 1918.
Nel 1958 all'inizio della valle venne costruita la diga di Pontesei, a seguito della quale si formò l'omonimo lago. Questo allora si trovava a quota 800 metri sul livello del mare, impedendo di fatto il deflusso del materiale. Lo si può quindi considerare in parte responsabile dell'inondazione di Forno durante l'alluvione del 1966.
La Val di Zoldo conobbe un discreto sviluppo a partire dagli anni sessanta del secondo dopoguerra grazie al turismo. Venne però pesantemente colpita dall'alluvione del 1966, a seguito della quale venne ridisegnato, spostato e messo in sicurezza il tratto iniziale della strada che attraversa la valle. Il turismo subì un notevole incremento soprattutto a seguito della creazione del comprensorio sciistico del Civetta (1982), che dall'inverno 1993/1994 fa parte del circuito Dolomiti Superski.

## Lingua
Il dialetto zoldano, parlato correntemente dalla maggior parte della popolazione della valle, presenta notevoli affinità con le parlate delle valli confinanti, ed in particolare con i dialetti dell'area agordina.
Lo zoldano, così come la maggior parte dei dialetti agordini, viene generalmente classificato tra le parlate ladino-venete ed è riconosciuto dalla legge 482/1999 come appartenente alla minoranza linguistica ladina. La definizione ladino-veneta viene utilizzata per identificare le varianti locali del ladino che, pur conservando caratteri propri della lingua ladina, presentano influenze linguistiche della vicina area veneta settentrionale. La permeabilità alle influenze esterne ha caratterizzato in varie misure quasi tutte le valli ladine che hanno come lingua di riferimento l'italiano. Il fenomeno non si è invece verificato nelle zone aventi come lingua di riferimento il tedesco (Gardena e Badia con Marebbe).
Per quanto riguarda il caso specifico zoldano, la parlata presenta caratteristiche lessicali e fonetiche capaci di marcare una maggiore lontananza dall'area veneta rispetto alle parlate agordine centromeridionali, con significative concordanze lessicali con l'area ladina centrale ma, a differenza di quanto si riscontra invece nei dialetti del Cadore e nella vicina Val Fiorentina, è caratterizzata da una ridotta presenza dei fenomeni linguistici tipicamente ladini: sono assenti nello zoldano sia la caratteristica palatalizzazione di CA e GA sia il plurale sigmatico, mentre sopravvivono altre caratteristiche del ladino quali la velarizzazione di /l/ (> /u/) anteconsonantica (esempio àutre, altro) ed il mantenimento della -s finale nelle forme verbali della seconda persona singolare .
Il primo documento scritto in zoldano pervenutoci è una traduzione della parabola del figliol prodigo datata 2 maggio 1835. Fra le pubblicazioni in merito vanno ricordati essenzialmente Il Vernacolo della Val di Zoldo, curato da don Raffaello De Rocco con la collaborazione di Augusto Gamba di Bragarezza, e il Vocabolario del dialetto ladino-veneto della Valle di Zoldo (Belluno), di Enzo Croatto.
Il lessico zoldano mostra la presenza di termini di origine retica e celtica, longobarda e veneziana, ma anche termini di derivazione francese e tedesca introdotti più di recente. Come la maggior parte delle lingue locali d'Italia, anche lo zoldano tende oggi ad impoverirsi, adattando spesso i termini della lingua italiana. Da notare infine che lo zoldano dimostra una notevole omogeneità, nonostante la dispersione dei suoi villaggi. In passato invece si notava una leggerissima differenza tra le parlate dell'alta e della bassa valle.